# ジョン・シアンドラ
ジョバンニ・"ジョン"・シアンドラ（Giovanni "John" Sciandra、1899年4月10日-1949年9月11日）は、ペンシルベニア州北東部ピッツトン一帯を拠点としたマフィアファミリー（後のブファリーノ・ファミリー）のボス。
1899年、シチリア島モンテドーロ生まれ。1908年、先に渡米した父を追って家族と共にアメリカに渡り、モンテドーロ移民が多く住んでいたニューヨーク州バッファローに定住した。1922年11月、結婚後間もなく両親や弟と共に石炭鉱山で知られるピッツトンに移住し、炭鉱夫として働きながら同地のマフィアのボス、サント・ヴォルペの下で暗殺や酒類密輸に関与した。多くのイタリア系マフィアと同様に血縁や長年の交友、強力な武器によって関係が構築されており、ピッツトンのマフィアファミリーには、"キング・オブ・ザ・ナイツ"ことサント・ヴォルペを筆頭にステファノ・ラトーレ、カロゲロ・ブファリーノ（シアンドラの親族でラッセル・ブファリーノの叔父）、アンジェロ・ポリッツィ、"ジョー・ザ・バーバー"ことジョゼフ・バーバラらがいた。
1933年にサント・ヴォルペは、サミュエル・ウィチナー殺害の件で当局にマークされたためシアンドラをボスに任命して、ファミリーのビジネスの裏方に回り、合法的なビジネスにも目を向けるようになった。ヴォルペは後にラッセル・ブファリーノの相談役（コンシリエーレ）や後見も務め、1958年12月に亡くなった。ポリッツィは、後にデトロイトに活動拠点を移すまで相談役（コンシリエーレ）となっていた。
シアンドラが1940年に殺害されたというのは俗説であり、実際には1949年に病死した。バーバラがボスを継いだと信じられている。